# Eloria walkeri
Eloria walkeri är en fjärilsart som beskrevs av Collenette 1950. Eloria walkeri ingår i släktet Eloria och familjen tofsspinnare. Inga underarter finns listade i Catalogue of Life.